# Betum (geologia)

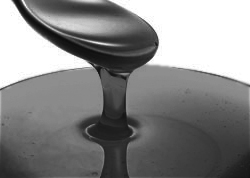
Betum

El betum és una barreja de components líquids orgànics d'alta viscositat solubles majoritàriament en sulfur de carboni i compostos principalment per hidrocarburs policíclics aromàtics.
L'asfalt és una barreja d'agregats minerals i betum que s'utilitza principalment en la pavimentació de carrers i carreteres i la construcció en general.
El betum del calçat no té els mateixos components.
El betum de petroli és un residu de la destil·lació fraccionada del petroli.
El betum natural o betum de Judea es troba en jaciments de la vall del Jordà, Veneçuela i Mèxic entre d'altres. També apareix sota la forma de roca bituminosa a les muntanyes del Jura, per exemple, que es van utilitzar per obtenir petroli tal com va fer el govern nazi alemany durant la Segona Guerra Mundial. El betum natural pot contenir un 30% de matèria mineral i impureses de tota classe. S'anomenen betums asfàltics naturals si tenen menys d'un 5% d'impureses i si en tenen més d'aquesta quantitat es coneixen com a asfalt natural.

## Composició

### Composició normal
Els components del bitumen inclouen quatre classes principals de compostos:
- Aromàtics naftènics (naftalè), formats per compostos aromàtics policíclics parcialment hidrogenats
- Aromàtics polars, que consisteixen en pes molecular alt fenols i àcid carboxílic produïts per l'oxidació parcial del material
- Hidrocarburs saturats; el percentatge de compostos saturats a l'asfalt es correlaciona amb el punt d'estovament
- Asfaltens, formats per fenols d'alt pes molecular i compostos heterocíclics.

Els aromàtics naftènics i els aromàtics polars solen ser els components majoritaris. La majoria dels betums naturals també contenen compostos organosofrats, la qual cosa dona lloc a un contingut global de sofre de fins al 4%. El níquel i el vanadi es troben en <10 parts per milió, com és típic d'alguns petrolis.
La substància és soluble en disulfur de carboni. Se sol modelar com un col·loide, amb asfaltens com a fase dispersa i maltens com a fase contínua. És gairebé impossible separar i identificar totes les diferents molècules de l'asfalt, perquè el nombre de molècules amb una estructura química diferent és extremadament gran.
L'asfalt pot confondre's amb el quitrà d'hulla, que és un material negre i termoplàstic visualment similar produït per la destil·lació destructiva del carbó. A principis i intervinguts del segle xx, quan es produïa gas de ciutat, el quitrà d'hulla era un subproducte fàcilment disponible i molt utilitzat com a aglutinant dels àrids de les carreteres. L'addició de quitrà d'hulla a les carreteres de macadam va donar lloc a la paraula "tarmac", que ara s'utilitza en el llenguatge comú per referir-se als materials de construcció de carreteres. No obstant això, des de la dècada de 1970, quan el gas natural va passar al gas ciutat, l'asfalt ha superat completament l'ús del quitrà d'hulla en aquestes aplicacions. Altres exemples d'aquesta confusió són les fosses de quitrà de la Brea i les sorres petrolíferes canadenques, que en realitat contenen betum natural i no quitrà. "Brea" és un altre terme que de vegades s'utilitza informalment per referir-se a l'asfalt, com a Pitch Lake.

### Additius, barreges i contaminants
Per raons econòmiques i d'un altre tipus, l'asfalt es ven de vegades combinat amb altres materials, sovint sense ser etiquetat com alguna cosa més que simplement "asfalt".
Cal destacar l'ús del residu d'oli de motor d'automòbil reciclat recollit dels fons de les torres de destil·lació al buit, en la fabricació d'asfalt. El REOB conté diversos elements i compostos que es troben a l'oli de motor reciclat: additius de l'oli original i materials acumulats per la seva circulació al motor (normalment ferro i coure). Algunes investigacions han indicat una correlació entre aquesta adulteració de l'asfalt i un paviment de pitjor rendiment.

## Història

### Antics temps
L'ús del betum natural per a la impermeabilització, i com adhesiu data almenys del cinquè mil·lenni a.C., amb una cistella d'emmagatzematge de collites descoberta en Mehrgarh, de la civilització de la Vall de l'Indus, folrada amb ell. Al tercer mil·lenni a.C. l'asfalt de roca refinat ja s'utilitzava a la regió, i es va emprar per impermeabilitzar el Gran Bany, Mohenjo-daro a Mohenjo-daro.
A l'antic Orient Mitjà, els sumeris utilitzaven els dipòsits de betum natural per a morter entre maons i pedres, per a fonamentar parts de talles, com els ulls, en el seu lloc, per al calafateig de vaixells i per impermeabilitzar. L'historiador grec Heròdot va dir que el betum calent s'utilitzava com a morter a les muralles de Babilònia.
En un 1 km de longitud del túnel de l'Eufrates sota el riu Eufrates a Babilònia a l'època de la reina Semiramis (ca. 800 aC) es va construir, segons es diu, amb maons cremats coberts de betum com impermeabilitzant.
El betum era utilitzat pels antics egipcis per a embalsamar les mòmies. La paraula Persa per asfalt és moom, que està relacionada amb la paraula anglesa mummy. La principal font de betum dels egipcis era el Mar Mort, que a l'Antiga Roma es coneixia com a Palus Asphaltites (Llac d'Asfalt).
Aproximadament l'any 40 dC, Dioscòrides va descriure el material del Mar Mort com a betum judaic, i va assenyalar altres llocs de la regió on podia trobar-se. Es creu que el betum de Sidó es refereix al material trobat a Hasbeya al Líban. Plini també es refereix al betum que es troba a Epirus. El betum era un recurs estratègic valuós. Va ser objecte de la primera batalla coneguda per un jaciment d'hidrocarburs, entre els selèucides i els nabateus en el 312 aC.
A l'antic Orient Llunyà, el betum natural es bullia lentament per desfer-se de les fraccions més altes, deixant un material termoplàstic de major pes molecular que, en col·locar-se en capes sobre els objectes, es tornava a dur en refredar-se. S'utilitzava per cobrir objectes que necessitaven impermeabilització, com les beines i altres objectes. Les estatuetes de deïtats domèstiques també es fonien amb aquest tipus de material al Japó, i probablement també a la Xina.
A l'Amèrica del Nord, la recuperació arqueològica ha indicat que el betum s'utilitzava de vegades per adherir puntes de projectil de pedra a fusts de fusta. Al Canadà, els aborígens utilitzaven el betum que es filtrava de les ribes del riu Athabasca i d'altres rius per impermeabilitzar les canoa d'escorça de bedoll, i també l'escalfaven en olles per espantar als mosquits a l'estiu.

### Europa continental
En 1553, Pierre Belon va descriure en la seva obra Observacions que el pissasphalto, una barreja de brea i betum, s'utilitzava a la República de Ragusa (actual Dubrovnik, Croàcia) per enquitranar els vaixells.
Una edició de 1838 de Mechanics Magazine cita un ús primerenc de l'asfalt a França. Un pamflet datat el 1621, d'un tal Monsieur d'Eyrinys, afirma que havia descobert l'existència (de l'asfalt) en grans quantitats a les rodalies de Neufchatel, i que es proposava utilitzar-lo de diverses maneres, principalment en la construcció de graners a prova d'aire, i en la protecció, per mitjà dels arcs, dels cursos d'aigua de la ciutat de París de la intrusió de la brutícia i de la mugre, que en aquella època inutilitzaven l'aigua. Expresa també l'excel·lència d'aquest material per formar terrasses planes i duradores als palaus, la noció de formar aquestes terrasses als carrers no és probable que passi pel cervell d'un parisenc d'aquesta generació.
Però la substància va ser generalment descurada a França fins a la revolució de 1830. A la dècada de 1830 es va produir un augment de l'interès, i l'asfalt es va utilitzar àmpliament per a paviments, teulades planes i el revestiment de cisternes, i a Anglaterra se n'havia fet algun ús per a fins similars. El seu auge a Europa va ser "un fenomen sobtat", després que es trobessin jaciments naturals a França a Osbann (Baix Rin), el Parc (Ain) i el Puy-de-la-Poix (Puy-de-Dôme), encara que també podia fabricar-se artificialment. Un dels primers usos a França va ser la col·locació d'unes 24.000 iardes quadrades d'asfalt Seyssel a la Plaça de la Concorde el 1835.

### Regne Unit
Un dels primers usos del betum al Regne Unit va ser el gravat. El llibre Polygraphice (1673) de William Salmon proporciona una recepta per al vernís utilitzat en el gravat, que consisteix en tres unces de cera verge, dues unces de mastic, i una unça d'asfalt. Per a la cinquena edició el 1685, hi havia inclòs més receptes d'asfalt d'altres fonts.
La primera patent britànica per a l'ús de l'asfalt va ser "Cassell's patent asphalte or bitumen" el 1834. Després, el 25 de novembre de 1837, Richard Tappin Claridge va patentar l'ús de l'asfalt Seyssel (patent #7849), per al seu ús en paviments d'asfalt, havent vist com es feia servir a França i Bèlgica quan estava de visita amb Frederick Walter Simms, que va treballar amb ell en la introducció de l'asfalt a Gran Bretanya. El Dr. T. Lamb Phipson escriu que el seu pare, Samuel Ryland Phipson, amic de Claridge, també va ser decisiu en la introducció del paviment d'asfalt (el 1836).
Claridge va obtenir una patent a Escòcia el 27 de març de 1838, i va obtenir una patent a Irlanda el 23 d'abril de 1838. El 1851, els fideïcomissaris d'una empresa formada prèviament per Claridge van sol·licitar pròrrogues per a la patent de 1837 i per a les dues patents del 1838. Claridge's Patent Asphalte Company formada el 1838 amb el propòsit d'introduir a Gran Bretanya asfalt al seu estat natural procedent de la mina de Pyrimont Seysell a França, va col·locar un dels primers paviments d'asfalt a Whitehall. El 1838 es van fer proves amb el paviment a la calçada de Whitehall, a l'estable de la caserna de Knightsbridge, i posteriorment a l'espai al peu de l'escalinata que porta de Waterloo Place a St. James Park. La formació en 1838 de la Claridge's Patent Asphalte Company (amb una distingida llista de mecenes aristocràtics, i Marc i Isambard Brunel com, respectivament, fideïcomissari i enginyer consultor), va donar un impuls enorme al desenvolupament d'una indústria britànica de l'asfalt. A finals de 1838, almenys dues empreses més, Robinson's i la companyia Bastenne, estaven en producció, amb l'asfalt col·locat com a paviment a Brighton, Herne Bay, Canterbury, Kensington, el Strand, i una gran àrea de terra a Bunhill-row, mentre que mentrestant el paviment de Claridge's Whitehall "continuava en bon estat". La Bonnington Chemical Works fabricava asfalt utilitzant quitrà d'hulla i el 1839 l'havia instal·lat a Bonnington.
El 1838, es va produir una onada d'activitat empresarial relacionada amb l'asfalt, que tenia usos més enllà de la pavimentació. Per exemple, l'asfalt també es podia utilitzar per pavimentar, impermeabilitzar edificis i per impermeabilitzar diversos tipus de piscines i banys, que també proliferaven al segle xix. Un dels primers exemples que es conserven del seu ús es pot veure al Cementiri de Highgate, on es va utilitzar el 1839 per segellar el sostre de les catacumbes de la terrassa. Al mercat de valors londinenc, hi va haver diverses reivindicacions sobre l'exclusivitat de la qualitat de l'asfalt procedents de França, Alemanya i Anglaterra. I es van concedir nombroses patents a França, amb un nombre similar de sol·licituds de patents denegades a Anglaterra a causa de la seva similitud. A Anglaterra, Claridge's va ser el tipus més utilitzat als anys 1840 i 50.
En 1914, Claridge's Company va entrar en una empresa conjunta per produir Macadam lligat al quitrà, amb materials fabricats a través d'una empresa subsidiària anomenada Clarmac Roads Ltd. Es van obtenir dos productes, és a dir, Clarmac, i Clarphalte, sent el primer fabricat per Clarmac Roads i el segon per Claridge's Patent Asphalte Co, encara que Clarmac era més utilitzat.  No obstant això, la Primera Guerra Mundial va arruïnar l'empresa Clarmac, que va entrar en liquidació el 1915. La quiebra de Clarmac Roads Ltd tuvo un efecto de arrastre sobre Claridge's Company, que fue a su vez liquidada obligatoriamente, cessant les seves operacions el 1917, havent invertit una quantitat substancial de fons a la nova empresa, tant al principi com en un intent posterior de salvar l'empresa Clarmac.
En el segle xix es pensava que el betum contenia substàncies químiques amb propietats medicinals. Els extractes del betum s'utilitzaven per tractar el refredat i algunes formes d'asma i com a remei contra els cucs, especialment el cuc solitari.

### Estats Units
El primer ús del betum al Nou Món va ser el dels pobles indígenes. A la costa oest, ja al segle xiii, els pobles Tongva, Luiseños i Chumash recollien el betum natural que es filtrava a la superfície per sobre dels dipòsits de petroli subjacents. Els tres grups utilitzaven aquesta substància com a adhesiu. Es troba a molts artefactes diferents d'eines i articles cerimonials. Per exemple, s'utilitzava en sonalls per adherir carbasses o closques de tortuga als mànecs dels sonalls. També es feia servir en la decoració. Els petits comptes de petxina rodones es col·locaven sovint en asfalt per decorar. S'utilitzava com a segellador als cistells per fer-los hermètics per transportar aigua, cosa que possiblement enverinava els que bevien l'aigua. L'asfalt també es feia servir per segellar les taules de les canoes que navegaven per l'oceà.
L'asfalt es va utilitzar per primera vegada per pavimentar carrers a la dècada de 1870. Al principi es va utilitzar "roca bituminosa" d'origen natural, com a les mines de Ritchie a Macfarlan, al comtat de Ritchie, Virginia Occidental. 1852-1873. El 1876, es va utilitzar el paviment a base d'asfalt per pavimentar l'Avinguda Pennsylvania a Washington, a temps per a la celebració del centenari nacional.
A l'època de la tracció a cavall, els carrers nord-americans estaven majoritàriament sense pavimentar i coberts de terra o grava. Especialment quan el fang o les rases dificultaven el pas pels carrers, les voreres es feien de vegades de diversos materials, com taulons de fusta, llambordes o altres blocs de pedra, o maons. Els carrers sense pavimentar produïen un desgast desigual i suposaven un perill per als vianants. A finals del segle XIX, amb l'auge de la popularitat de la bicicleta, els clubs de ciclistes van ser importants a l'hora d'impulsar la pavimentació general dels carrers. La defensa del paviment va augmentar a principis de l'segle xx amb l'auge de l'automòbil. L'asfalt es va convertir gradualment en un mètode de pavimentació cada cop més comú. La avinguda St. Charles de Nova Orleans estava pavimentada en tota la seva longitud amb asfalt en 1889.
El 1900, només a Manhattan hi havia 130.000 cavalls, que estiraven tramvies, vagons i carruatges, i deixaven els seus residus. No eren ràpids, i els vianants podien esquivar i obrir-se pas a través dels atestats carrers. Els pobles petits seguien confiant en la terra i la grava, però les ciutats més grans volien carrers molt millors. A la dècada de 1850, es va recórrer als blocs de fusta o granit. El 1890, un terç de les 2.000 milles de carrers de Chicago estaven pavimentats, principalment amb blocs de fusta, que donaven millor tracció que el fang. El paviment de maó era un bon compromís, però encara millor era l'asfalt, que era fàcil d'instal·lar i tallar per arribar a les clavegueres. Amb Londres i París com a models, Washington va instal·lar 400.000 metres quadrats de paviment asfàltic el 1882, i es va convertir en el model per a Buffalo, Filadèlfia i altres llocs. A finals de segle, les ciutats nord-americanes comptaven amb 30 milions de iardes quadrades de paviment d'asfalt, molt per davant del totxo. Els carrers es van tornar més ràpids i perillosos, per la qual cosa es van instal·lar semàfors elèctrics. Els troleibusos elèctrics (a 12 milles per hora) es van convertir en el principal servei de transport per als compradors i oficinistes de classe mitjana fins que van comprar automòbils després del 1945 i es van desplaçar des dels suburbis més llunyans amb privadesa i comoditat a les carreteres asfaltades.

### Canadà
Canadà compta amb el major jaciment de betum natural del món en les sorres petrolíferes d'Athabasca, i les Primeres Nacions del Canadà canadencs al llarg del riu Athabasca l'havien utilitzat durant molt de temps per impermeabilitzar les seves canoes. En 1719, un Creu anomenat Wa-Pa-Su va portar una mostra per al comerç a Henry Kelsey de la Companyia de la Badia d'Hudson, que va ser el primer europeu registrat que ho va veure. No obstant això, no va ser fins a 1787 quan el comerciant de pells i explorador Alexander MacKenzie va veure les sorres petrolíferes d'Athabasca i va dir: "A unes 24 milles de la bifurcació dels rius Athabasca, hi ha unes fonts bituminoses en què es pot introduir una perxa de 20 peus de llarg sense la menor resistència".
El valor del jaciment era obvi des del principi, però els mitjans per extreure el betum no ho eren. La ciutat més propera, Fort McMurray, Alberta, era un petit lloc de comerç de pells, altres mercats estaven molt lluny i els costos de transport eren massa alts per enviar la sorra bituminosa en brut per a la pavimentació. El 1915, Sidney Ells, de l'Oficina Federal de Mines, va experimentar amb tècniques de separació i va utilitzar el producte per pavimentar 600 peus de carretera a Edmonton, Alberta. Altres carreteres d'Alberta es van pavimentar amb material extret de les sorres bituminoses, però en general no era econòmic. Durant la dècada de 1920 Dr. Karl A. Clark del Consell d'Investigació d'Alberta va patentar un procés de separació del petroli amb aigua calenta i l'empresari Robert C. Fitzsimmons va construir la planta de separació de petroli Bitumount, que entre 1925 i 1958 va produir fins a 50m3 per dia de betum utilitzant el mètode del Dr. Clark. La major part del betum s'utilitzava per a la impermeabilització de teulades, però altres usos incloïen combustibles, olis lubricants, tinta per a impressores, medicaments, pintures resistents a l'òxid i a l'àcid, sostres ignífugs, pavimentació de carrers, xarol i conservants per a pals de tanques. Finalment, Fitzsimmons es va quedar sense diners i la planta va ser adquirida pel govern d'Alberta. Avui dia la planta de Bitumount és un Lloc històric provincial.

### Fotografia i art
El betum es va utilitzar a la primera tecnologia fotogràfica. En 1826, o 1827, va ser utilitzat pel científic francès Joseph Nicéphore Niépce per fer la fotografia més antiga que es conserva del natural. El betum es cobria finament sobre una placa d'estany que després s'exposava en una cambra. L'exposició a la llum enduria el betum i el feia insoluble, de manera que quan s'esclaria posteriorment amb un dissolvent només quedaven les zones prou il·luminades. Es requerien moltes hores d'exposició a la cambra, cosa que feia que el betum fos poc pràctic per a la fotografia ordinària, però des de la dècada de 1850 fins a la de 1920 va ser d'ús comú com a fotoresistent en la producció de planxes d'impressió per a diversos processos d'impressió fotomecànica.
El betum va ser les nèmesis de molts artistes durant el segle xix. Encara que es va utilitzar àmpliament durant un temps, al final va resultar ser inestable per al seu ús en la pintura a l'oli, especialment quan es barrejava amb els diluents més comuns, com l'oli de llinosa, vernís i la trementina. Llevat que es dilueixi completament, el betum mai no se solidifica del tot i, amb el temps, corromp els altres pigments amb què entra en contacte. L'ús del betum com a vernís per fixar l'ombra o barrejat amb altres colors per donar un to més fosc va provocar el deteriorament final de molts quadres, per exemple els de Delacroix. Potser l'exemple més famós de la destructivitat del betum sigui la Bassa de la Medusa de Théodore Géricault (1818-1819), on el seu ús del betum va fer que els colors brillants degeneressin en verds i negres foscos i que la pintura i el llenç es dobleguessin.

## Usos

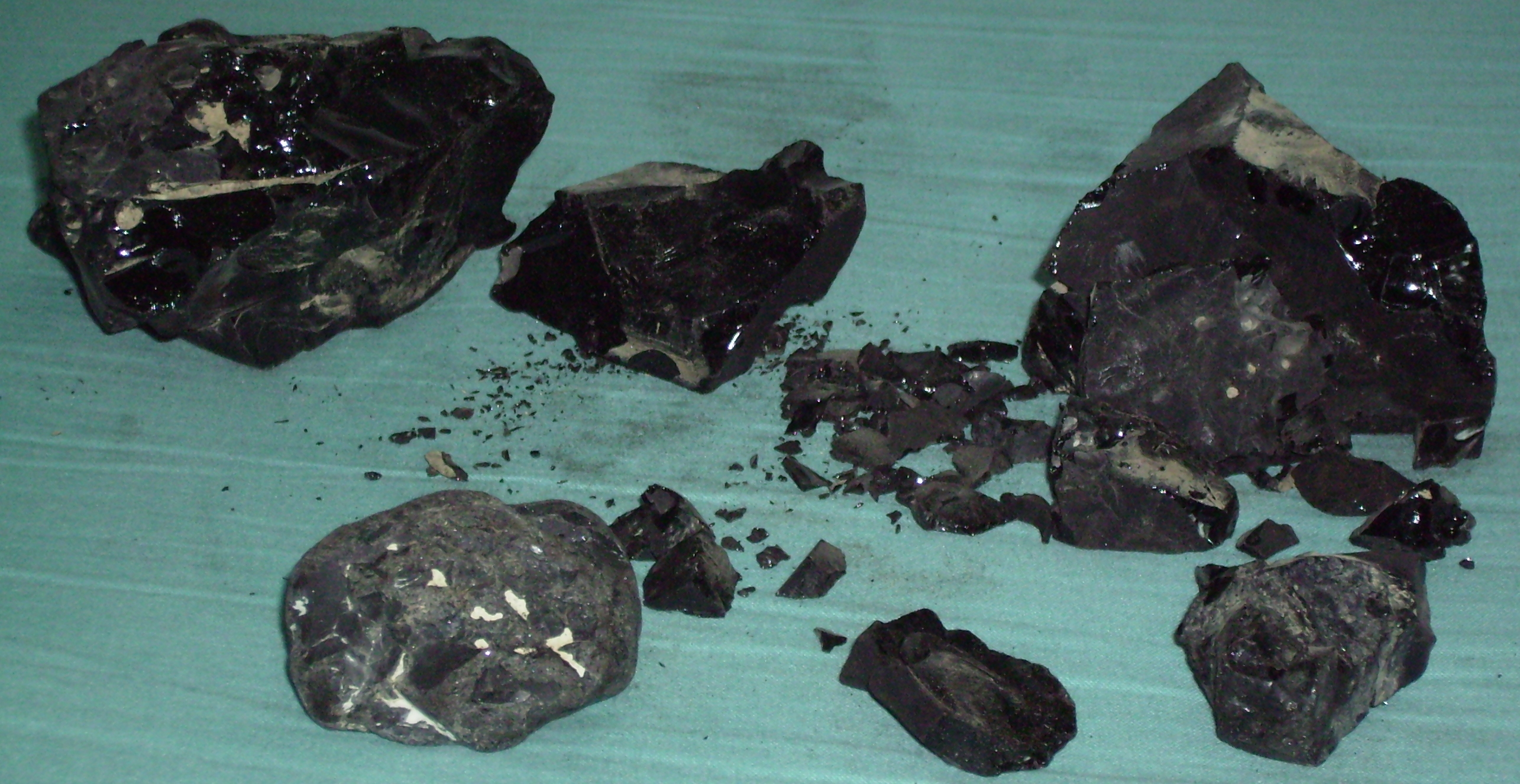
Betum natural extret del mar Mort.

En l'antiguitat el betum va tenir els usos més diversos, des de la construcció de cases i impermeabilització de vaixells a matèria colorant i embalsamament. S'ha de tenir en compte que també s'anomenava betum a les concentracions salines de la mar Morta que no corresponen a la definició actual d'aquesta matèria.
Les primeres fotografies de Niepce utilitzaven el betum de Judea per preparar la placa fotogràfica.
En l'actualitat el betum té els mateixos usos que l'asfalt, quan la textura és més fina s'utilitza el betum.

## Tipus de betum
- betum asfàltic: Asfalt refinat, els valors de la penetració solen ésser compresos entre 40 i 300.
- betum líquid: Betum asfàltic d'una consistència tan baixa que no permet d'efectuar-hi l'assaig de penetració.
- betum epoxi: obtingut de la barreja de betum asfàltic amb petites quantitats de resina epoxi. És utilitzat en conglomerats asfàltics d'alta resistència, paviments industrials, etc.
- betum oxidat: resultant de l'oxidació directa per aire calent, presenta una alta resistència a l'envelliment. És utilitzat principalment en injeccions i impermeabilitzacions.